# Enterocola fulgens
Enterocola fulgens is een eenoogkreeftjessoort uit de familie van de Enteropsidae. De wetenschappelijke naam van de soort is voor het eerst geldig gepubliceerd in 1860 door van Beneden.